# Viljo Revell

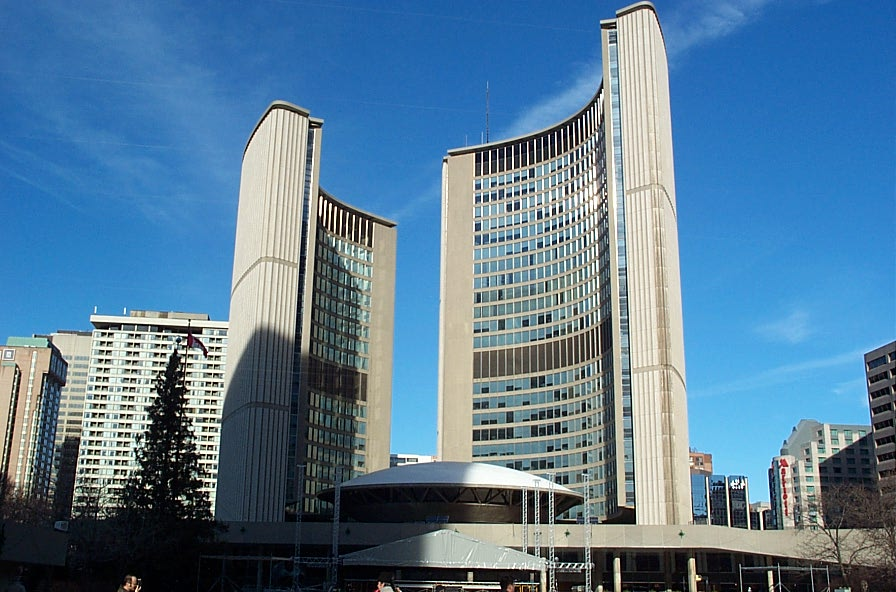
L'hôtel de ville de Toronto.

Viljo Gabriel Revell (né le 25 janvier 1910 à Vaasa – décédé le 8 novembre 1964 à Helsinki) est un architecte finlandais dont les œuvres ont été l'objet de controverses et d'une reconnaissance internationale.

## Ses débuts
Revell naît en 1910 à Vaasa. Il étudie au Lycée de Vaasa et obtient son baccalauréat en 1928.
En 1937, il reçoit son diplôme d'architecte de l'école supérieure technique d'Helsinki. Il perce grâce au Lasipalatsi, qu'il conçoit avec Niilo Kokko et Heimo Riihimäki alors qu'il est encore étudiant.
Il participe à la Seconde Guerre mondiale dans les forces navales. Jusqu'en septembre 1941, il est officier de pont du cuirassier Ilmarinen et sort vivant de la destruction du navire le 13 septembre 1941. En 1941, il épouse Maire Myntti. Ils auront trois filles nées en 1942, 1943 et en 1945.
Après la guerre, Revell est directeur du bureau de reconstruction de la SAFA (1942–44) puis du bureau de Vaasa de l'entreprise SATO (1944–1948). Il conçoit des logements temporaires en bois à Kumpula dont quelques-uns existent encore.
Après la Seconde Guerre mondiale le monde de l'architecture est bouleversé par l'arrivée des techniques du béton et des éléments préfabriqués.
Les travaux de Revell font partie des premiers exemples en Finlande de ces mutations technologiques.
Parmi ces travaux on peut citer le bâtiment Hôtel Palace, conçu en 1948 avec Osmo Sipari, Eero Eerikäinen et Keijo Petäjä.

## Œuvres majeures
Il est surtout connu pour sa conception de l'Hôtel de ville de Toronto.
Il conçoit aussi avec Heikki Castrén le bâtiment Makkaratalo à Helsinki qui a été présenté comme le symbole de la vague de démolition de la ville historique dans les années 1960–1970.
- Lasipalatsi, Helsinki, 1936
- École élémentaire de Meilahti, Helsinki, 1951
- Lycée (fi), Kauhajoki, 1951
- Hôtel Palace, 1952
- Tornitalo, Tapiola, Espoo, 1953
- Chapelle de Vatiala, Kangasala, 1961
- Musée d'art Didrichsen, Kuusisaari, Helsinki, 1957
- Sauna Johnson, Wisconsin, États-Unis, 1959
- Taskumattitalot, 1959-1961
- Makkaratalo, Helsinki, 1967
- KOP-kolmio, Turku, 1960
- KOP, Lahti, 1961
- Quartier général des forces armées, Helsinki, 1961
- Rewell Center, Vaasa, 1962

## Galerie

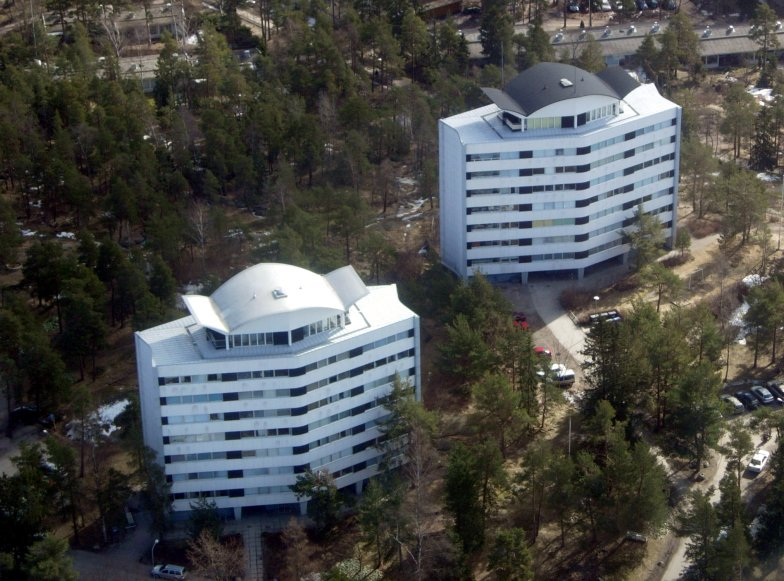
Taskumattitalot à Tapiola, Espoo.
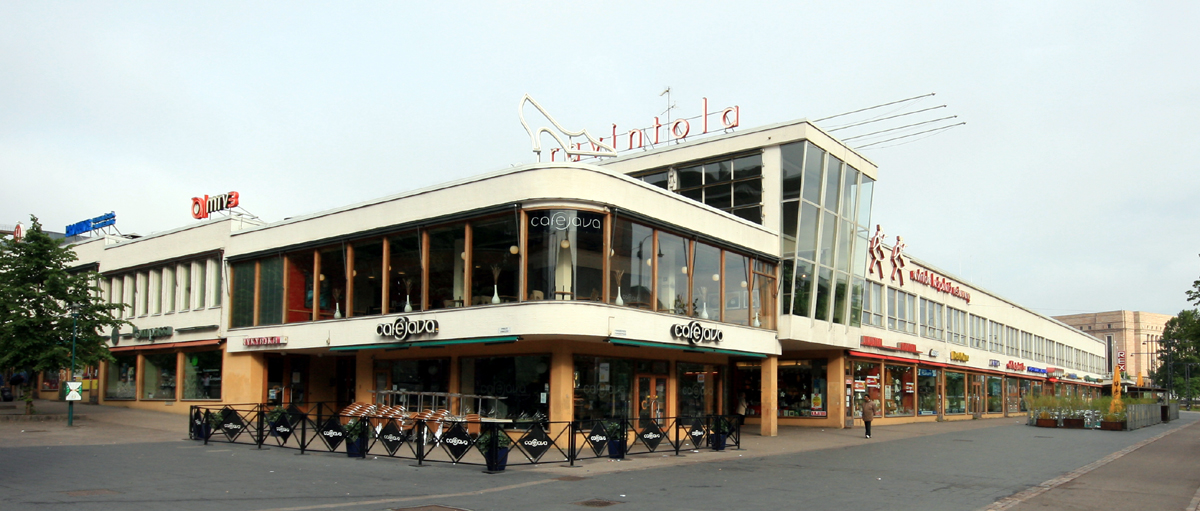
Lasipalatsi, Helsinki .
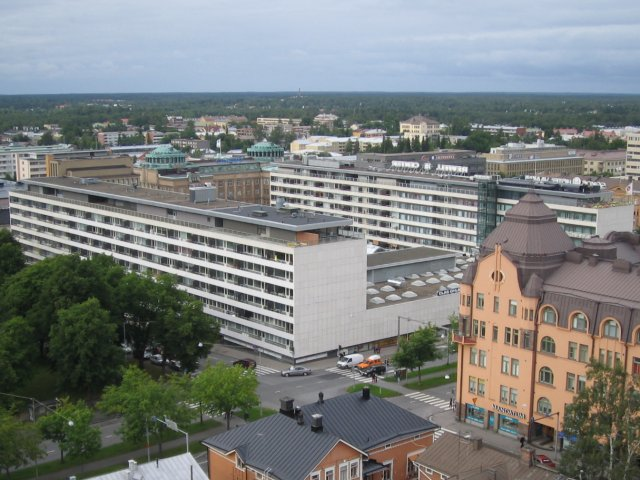
Rewell Center,Vaasa.
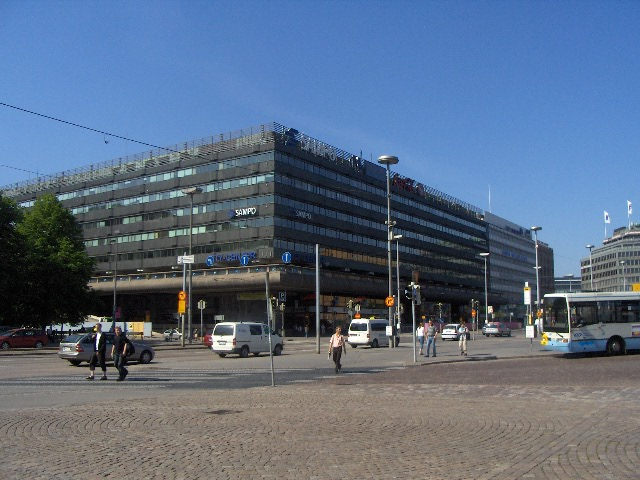
Makkaratalo, Rautatientori, Helsinki
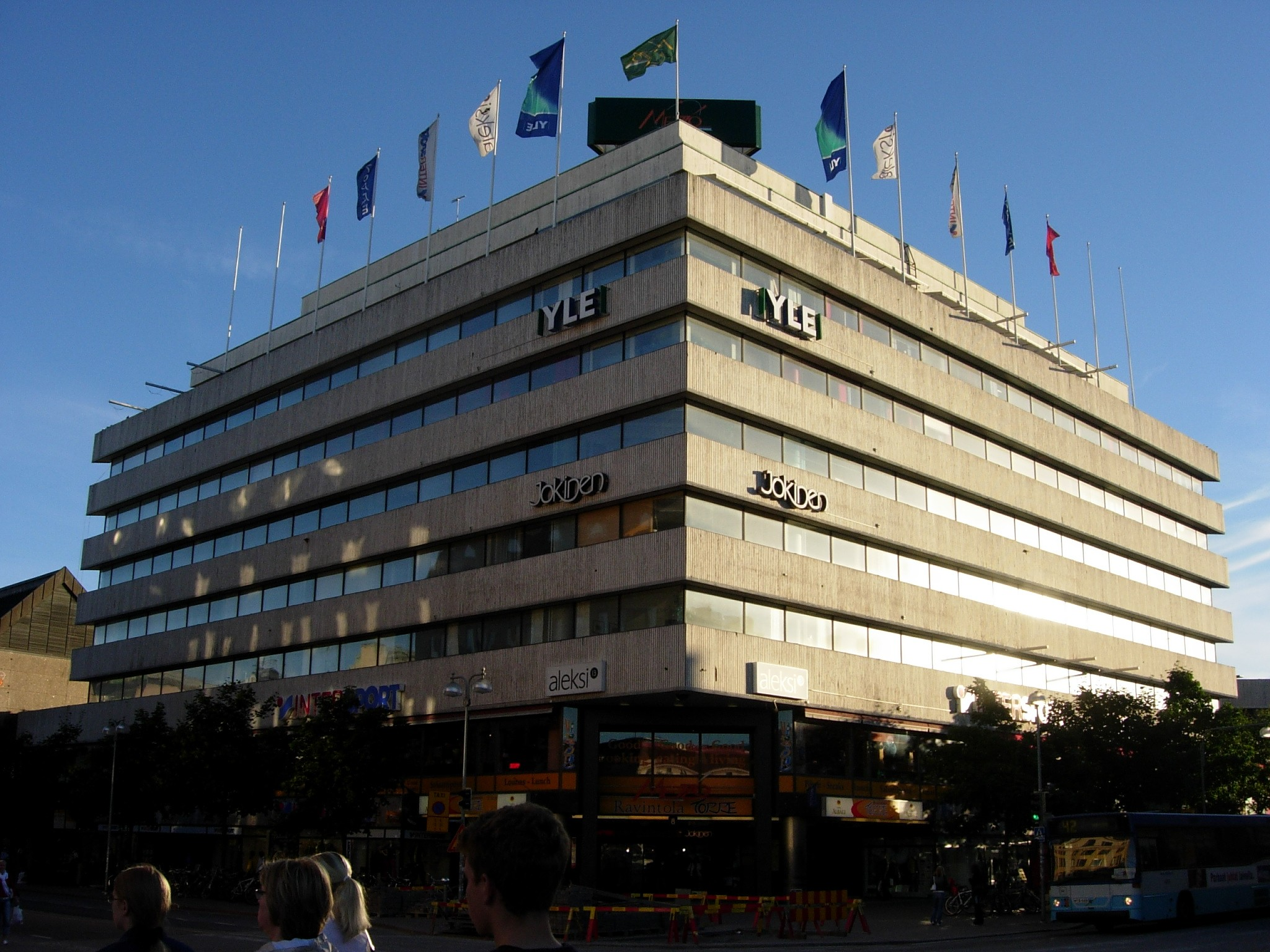
KOP-kolmio, Turku.